# Пурмохаммади, Мостафа
Мостафа Пурмохаммади (перс. مصطفی پورمحمدی‎ род. 9 марта 1960 года, Кум, Иран) — иранский политик и прокурор, занимавший различные должности и посты в кабинете министров. Министр внутренних дел (2005—2008), министр юстиции (2013—2017). Причастен к резне иранских заключенных в 1988 году.

## Биография
Мостафа Пурмохаммади родился в Куме в 1960 году. Однако IRNA сообщает, что годом его рождения якобы является 1959.
Он получил образование в области исламской юриспруденции, принципов юриспруденции и философии в семинарии Хаккани в Куме. Затем получил дополнительное образование в области юриспруденции и принципов в Мешхеде, Куме и Тегеране. Он имеет степень четвёртого уровня в области юриспруденции и исламского права, что эквивалентно степени доктора философии.
Мостафа Пурмохаммади был прокурором Революционного суда в Бандар-Аббасе, Керманшахе и Мешхеде с 1979 по 1986 год. Затем в 1986 году он работал прокурором Революционного суда Вооружённых Сил в западных регионах.
Во время своего пребывания на посту заместителя министра разведки Пурмохаммади был замешан в резне иранских заключенных в 1988 году по приказу аятоллы Рухоллы Хомейни и других политиков. По словам великого аятоллы Хосейна-Али Монтазери, он был «представителем Министерства информации, ответственным за допрос заключенных в тюрьме Эвин» во время резни. Монтазери считал Пурмохаммади «центральной фигурой» в массовых казнях заключенных в Тегеране. В 2016 году Мохаммади заявил: «Мы гордимся тем, что выполнили повеление Бога в отношении народных моджахедов Ирана… Я спокоен и не терял сна все эти годы, потому что действовал в соответствии с законом и исламом».
Он был назначен заместителем министра разведки в 1987 году при тогдашнем министре разведки Ходжатолесламе Али Фаллахиане во время правления Али Акбара Хашеми Рафсанджани. Он также был назначен директором управления контрразведки.
С 1997 по 1998 год Пурмохаммади занимал должность директора внешнеполитического управления. Срок его полномочий на посту заместителя министра разведки закончился в 1999 году.
Кроме того, с 1997 по 1999 год он исполнял обязанности заместителя министра информации. Он также был членом и главой попечительского совета Центра документов исламской революции. Он был назначен верховным лидером Хаменеи главой политического и социального отдела своего офиса в 2003 году.
24 августа 2005 года Ахмадинежад назначил Пурмохаммади министром внутренних дел. Меджлис утвердил его на посту министра 153 голосами.
Он объявил о своей кандидатуре на президентских выборах 2013 года в марте 2013 года, но снял свою кандидатуру в пользу Манучехра Моттаки. 4 августа 2013 года новоизбранный президент Хасан Роухани выдвинул кандидатуру Пурмохаммади на пост министра юстиции и утвердил её 15 августа Меджлисом.
Его назначение на пост министра юстиции в августе 2013 года подверглось критике со стороны трех международных организаций, а именно: «Репортеров без границ», Международной кампании за права человека в Иране и «Human Rights Watch», 8 августа эти организации потребовали отозвать его кандидатуру на пост министра юстиции из-за его прошлых проблемных действий.
2 августа 2017 года ему было объявлено, что он не будет частью второго правительства Рухани.

## Личная жизнь
Мостафа Пурмохаммади женат, у него четверо детей.